# Avraham Faust
Avraham Faust é um arqueólogo israelense e professor da Universidade Bar-Ilan. Ele dirige escavações em Tel 'Eton, amplamente considerado como o provável local bíblico de Eglon.

## Publicações selecionadas
- The Israelite Society in the Period of the Monarchy: an Archaeological Perspective (2005) (in Hebrew)
- Israel’s Ethnogenesis: Settlement, Interaction,  Expansion and  Resistance (2006) (Irene Levi-Sala Prizein the Archaeology of Israel 2008; G. Ernest Wright Book Award of the American School of Oriental Research; Biblical Archaeology Society Publication Award (2009)
- The Archaeology of Israelite Society in Iron Age II  (2012)
- Judah in the Neo-Babylonian Period: The Archaeology of Desolation (2012)
- with Safrai, Z.  The Settlement History of Ancient Israel: A Quantitative Analysis (2015)